# Joan Coromines i Vigneaux
Joan Coromines i Vigneaux (Barcelona, 21 maart 1905 – Pineda de Mar, 2 januari 1997) was een Catalaans taalkundige en lexicograaf. Hij was een van de belangrijkste Romaanse filologen van de 20ste eeuw, met een diepgaande kennis van het Catalaans, Occitaans, het Spaans en ook Arabisch.

## Biografie
Hij komt uit een academische familie.  Zijn vader was de politicus, schrijver en economist Pere Coromines i Montanya en zijn moeder de pedagoge Celestina Vigneaux i Cibils. Hij komt uit een gezin van acht kinderen, waaronder de wiskundige Ernest Corominas en de psychologe Júlia Coromines i Vigneaux. Al van jongs af aan toonde hij veel belangstelling voor taalkunde. Hij is afgestudeerd in de rechten in 1926 en in de wijsbegeerte en letteren in 1927, beide aan aan de Universiteit van Barcelona en heeft zich daarna aan verschillende Europese universiteiten vervolmaakt.
In 1930 begint hij te werken voor het Institut d'Estudis Catalans. In 1931 doctoreert hij op een proefschrift met als titel Vocabulario Aranés, over de Occitaanse taal in de Val d'Aran. In hetzelfde jaar begint hij met de voorbereiding van zijn onomastieke levenswerk Onomasticon Cataloniae dat na 62 jaar in 1993 eindelijk af was. Bij dat onderzoek deed hij veel veldwerk om toponiemen bij de lokale bevolking te inventariseren.
Bij het begin van de Spaanse Burgeroorlog in 1936 doceert hij Provençaalse filologie in Madrid. Hij keert terug naar Barcelona en huwt er op 11 november  met Bàrbara de Haro. Na het einde van de burgeroorlog gaat hij in 1939 in ballingschap en wordt in een vluchtelingenkamp in Sant Cebrià de Rosselló net over de Franse grens geïnterneerd. Hij verblijft een tijdje bij vrienden in Parijs via wie hij een leerstoel in Mendoza (Argentinië) krijgt. In 1941 begint hij aan de  uitgave van de  Misceŀlània Fabra een  Liber Amicorum voor Pompeu Fabra, oorspronkelijk voorzien voor de 70ste verjaardag van de befaamde taalkundige, dat wegens de burgeroorlog niet gepubliceerd was.
In 1948 krijgt hij een beurs van de Guggenheim-Stichting in New York, die het hem mogelijk maakt aan zijn Castiliaans woordenboek te werken. Tegelijkertijd neemt ie een leerstoel in Chicago aan. Hij krijgt een speciaal uurrooster, zodat hij elk jaar zes maanden terug naar Catalonië kan. Van 1954 tot 1957 publiceert hij in afleveringen het Diccionario crítico etimológico de la lengua castellana een etymologisch woordenboek van het Castiliaans.
In 1967 gaat hij met pensioen en gaat in Pineda de Mar, een badplaats ten noorden van Barcelona voortwerken.  Na de dood van dictator Francisco Franco in 1975 begint er een moeizaam proces van normalisatie van de Catalaanse taal en heerst er weer persvrijheid. Tussen 1980 et 1991 werkt hij aan het  Diccionari etimològic i complementari de la llengua catalana, waarvan er elk jaar een volume gepubliceerd werd. Het tiende en laatste deel verscheen postuum in 2001.
Toen hij in 1997 op 91-jarige leeftijd overleed, kreeg hij als laatste eer een rouwkapel in het Paleis van de Generalitat de Catalunya in Barcelona. Kort voor zijn overlijden heeft hij een stichting opgericht in 1997. Op 28 september 2006 heeft de president van de Generalita de Catalunya, Pasqual Maragall i Mira het gerenoveerde gebouw van de stichting in het voormalige zomerverblijf van de familie Coromines  in Sant Pol de Mar, plechtig ingehuldigd.  Per testamentaire beschikking draagt de stichting de naam van zijn vader, Pere Coromines.

### Overtuiging
Hij was een overtuigd catalanist. Hij heeft diverse Spaanse staatsprijzen en een leerstoel in Madrid geweigerd omwille van de negatieve houding van de  Spaanse Staat tegenover de Catalaanse taal en Cultuur.
Toen hem een zetel aangeboden werd in de Real Academia Española heeft hij geweigerd met de woorden: "Ik heb maar één taal en ik wil maar één taal. Ik wil geen enkele eerbetuiging, afkomstig van de Castiliaanse taal". Hij weigerde ook het Grootkruis van de orde Orden Civil de Alfonso X el Sabio en verklaarde daarbij: "Ik kan geen prijs aanvaarden van een regering die de rechten van mijn vaderland tot een minimum herleid [...] en aan de universiteit van Barcelona [...] de nodige middelen ontzegt en daarenboven kleine groepjes subsidieert, die de eenheid van de Catalaanse taal, de ene en enige in de drie landen waar ze gesproken wordt, probeert te verdelen."

### Erkenning
- 1972: Premi Lletra d'Or, voor Lleures i converses d'un filòleg
- 1972: Serra d'Or-criticiprijs voor literatuur en essay, voor Lleures i converses d'un filòleg
- 1978: Doctor Honoris Causa aan de Sorbonne
- 1980: Medalla d'Or de la Generalitat de Catalunya
- 1981: Premi d'Honor Jaume I
- 1984: Premi d'Honor de les Lletres Catalanes
- 1989: Premi Nacional de les Lletres Espanyoles
- 1994: Medalla d'Or de la ciutat de Barcelona
- 1995: Premi Nacional a la Projecció Social de la Llengua Catalana
- 1996: Premi de la Institució de les Lletres Catalanes

Op verschillende plaatsen in Catalonië werden straten en pleinen naar hem vernoemd: Girona, Terrassa, Sabadell, Reus, Granollers, Palafrugell, Ontinyent, Castellar del Vallès en Calella.

### Woordenboeken
- Diccionario crítico etimológico de la lengua castellana (1954-1957, 4 delen.) [DCELC]
- Breve diccionario etimológico de la lengua castellana (1961, 1967 en 1973)
- Diccionario crítico etimológico castellano e hispánico (1980-1991, 6 delen.) [DCECH]
- Diccionari etimològic i complementari de la llengua catalana (1980-2001, 10 delen.) [DECat ]
- Onomasticon Cataloniæ (1989-1997, 8 delen.) [OnCat ]

### Taalkunde
- Vocabulario aranés. Tesis doctoral (1931) (proefschrift Aranese woordenschat)
- El que s’ha de saber de la llengua catalana (1954) (Wat u moet weten over het Catalaans)
- Estudis de toponímia catalana (1965 i 1970, 2 vols.) (Studies in Catalaanse toponymie)
- Lleures i converses d’un filòleg (1971) (Hobby's en causeriën van een filoloog)
- Tópica Hespérica (1972, 2 vols.)
- Entre dos llenguatges (1976-1977, 3 delen.) (Tussen twee talen)
- El parlar de la Vall d’Aran. Gramàtica, diccionari i estudis lexicals sobre el gascó (1990) (De taal van de val d'Aran. Spraakkunst, woordenboek en lexicale studies over het Gascons)

Verder volgen een heruitgave van de spraakkunst van Pompeu Fabra, een uitgave van het verzameld werk van zijn vader, Pere Coromines, enkele Libri Amicorum en zijn correspondentie met Pompeu Fabra, Francesc de B. Moll, Josep Pla, Joan Fuster i Ortells en andere prominente personen